# تروي ريدي
تروي ريدي (بالإنجليزية: Troy Ready)‏ هو لاعب كرة قدم أمريكي في مركز الوسط، ولد في 15 مايو 1980 في سبوكين في الولايات المتحدة. لعب مع Portland Timbers (2001–2010) ‏.